# Парламентские выборы в Лаосе (1972)
Парламентские выборы 1972 года в Лаосе были проведены 2 января.В выборах участвовало около 200 кандидатов, по итогам выборов более двух третей действующих депутатов Национальной ассамблеи потеряли свои мандаты. Явка избирателей составила 67,8 %.

## Результаты выборов
| Партия                            | Число поданных голосов | %   | Число мест в Национальной ассамблее |
| --------------------------------- | ---------------------- | --- | ----------------------------------- |
| Национальная Прогрессивная партия |                        | 5   | 3                                   |
| Другие партии                     |                        | 95  | 57                                  |
| Недействительных бюллетеней       |                        | -   | -                                   |
| Всего                             | 619 271                | 100 | 60                                  |
| Источник: Nohlen et al.           |                        |     |                                     |